# 교다역
교다역(일본어: 行田駅, ぎょうだえき)은 일본 사이타마현 교다시에 있는 동일본 여객철도（JR동일본）다카사키 선의 역이다.

## 타는 곳
| 1 | ■다카사키 선                          | 아게오·오미야·우라와·아카바네·우에노·도쿄·시나가와·요코하마 방면 (우에노도쿄라인·도카이도 선) |
| 1 | ■쇼난 신주쿠 라인（도카이도 선 직결） | 오미야·이케부쿠로・신주쿠・요코하마・오후나・히라쓰카・오다와라 방면                          |
| 2 | ■다카사키 선                          | 구마가야・다카사키・마에바시 방면                                                             |

## 인접역
동일본 여객철도
■다카사키 선・■■쇼난 신주쿠 라인
보통・쇼난 신주쿠 라인 쾌속
후키아게 - 교다 - 구마가야